# August Macke

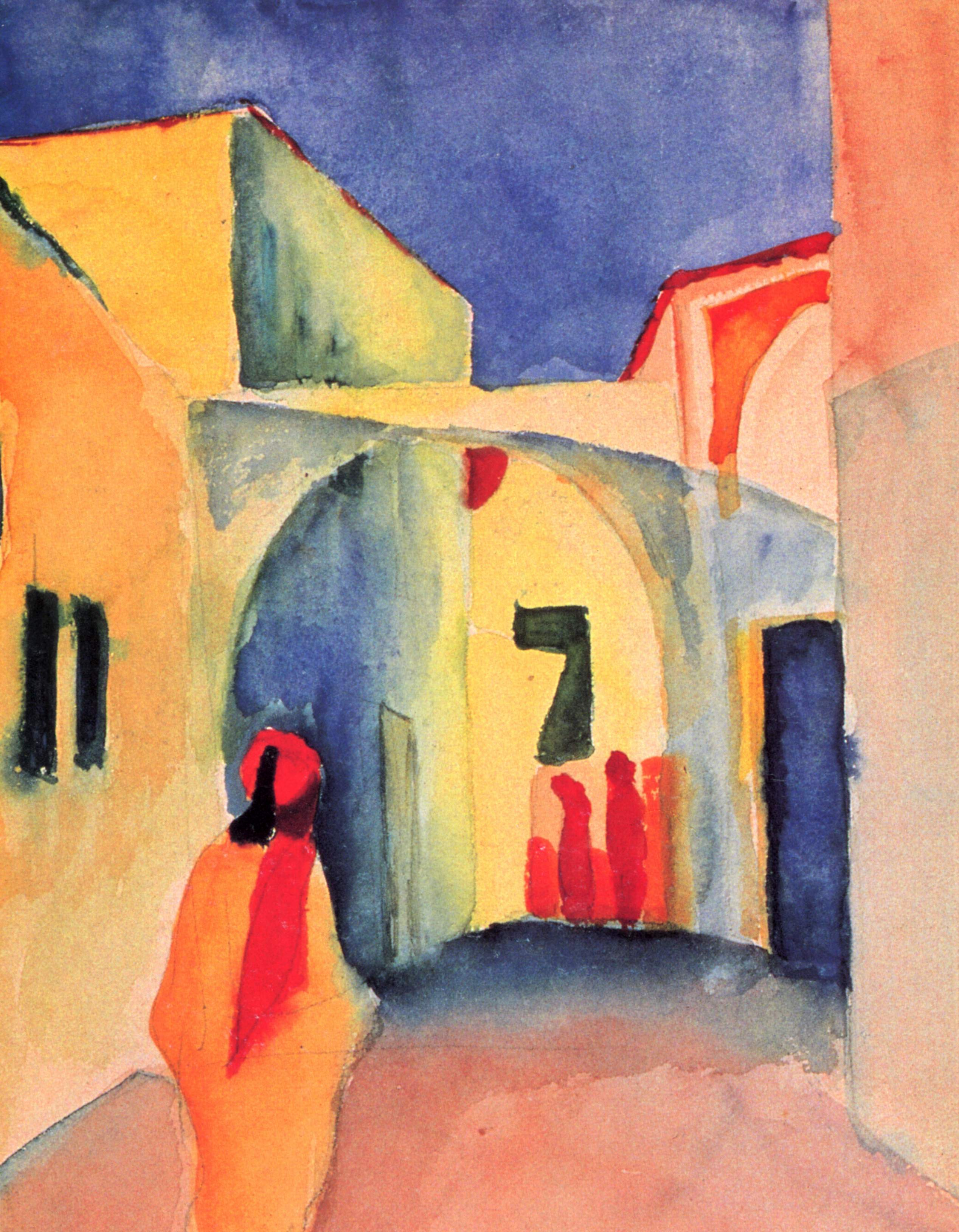
Vista d'un carrer

August Macke (Meschede, Alemanya, 3 de gener, 1887 – 26 de setembre, 1914) fou un dels principals membres del grup expressionista alemany Der Blaue Reiter (El Genet Blau). Visqué durant un període especialment innovador de l'art alemany, en què es desenvolupà l'expressionisme i tingué lloc l'arribada dels successius moviments d'avantguarda que apareixien a la resta d'Europa. Com a autèntic artista de la seva època, Macke va saber com integrar en la seva pintura aquells elements que més li interessaven de les avantguardes.

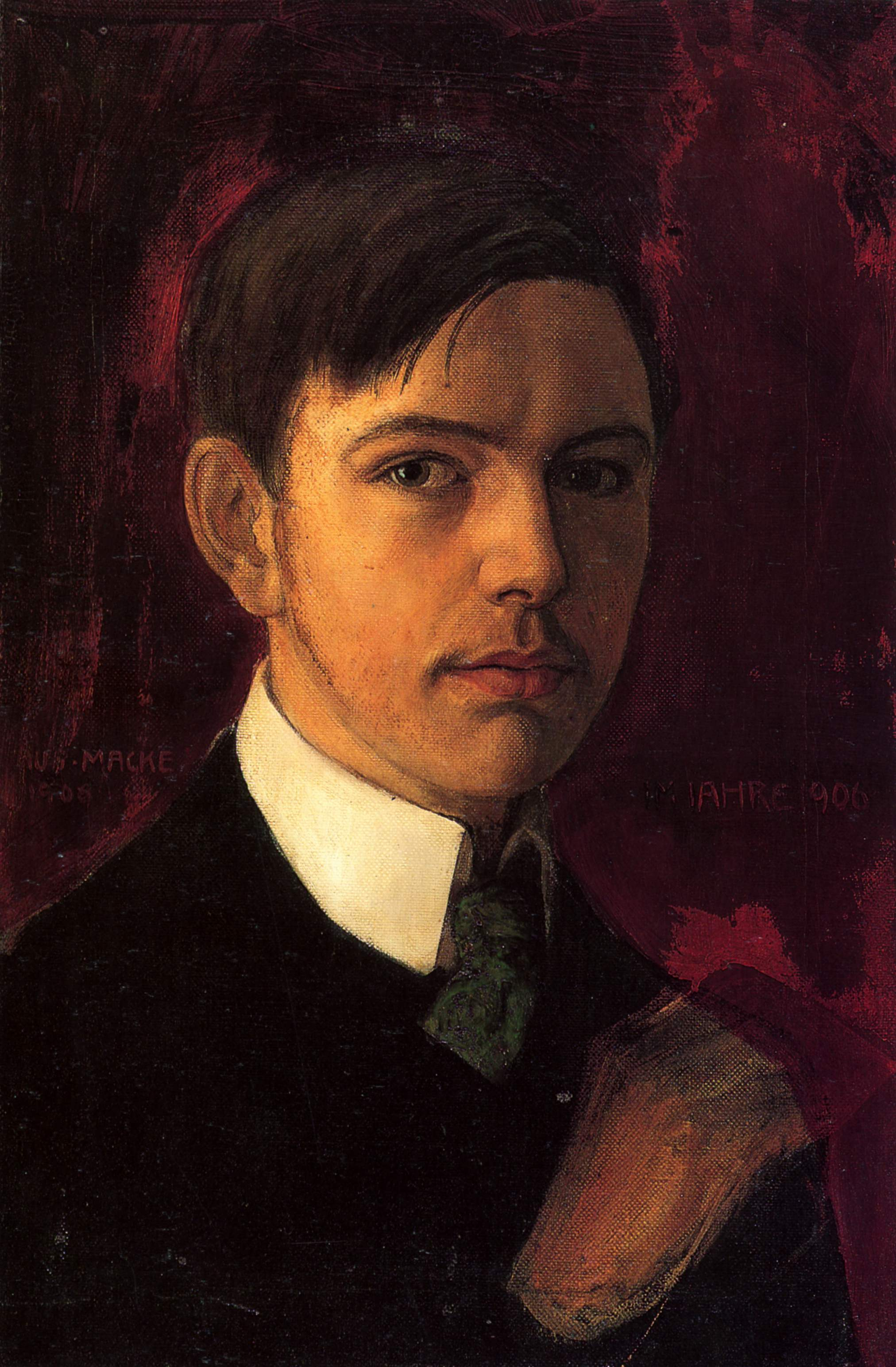
August Macke. Autoretrat. 1906. Oli sobre tela. Westfälisches Landesmuseum für Kunst- und Kulturgeschichte

Va néixer a Meschede, Rin del Nord-Westfàlia, Alemanya. El seu pare, August Friedrich Hermann Macke (1845-1904), era contractista immobiliari, i la seva mare, Maria Florentine, nascuda Adolph, (1848-1922), provenia d'una família camperola de la regió de Sauerland. La família visqué a la Brüsseler Straße fins que August tingué 13 anys. Després visqué la major part de la seva vida creativa a Bonn amb l'excepció d'alguns períodes que passà al llac de Thun (Suïssa) i alguns viatges a París, Itàlia, Països Baixos i Tunis. A París, on arribà per primer cop el 1907, Macke prengué contacte amb la feina dels impressionistes. El 1910, mitjançant el seu amic Franz Marc, coneix Kandinski i durant una època compartí l'estètica no objectiva i els interessos simbòlics i místics de Der Blaue Reiter.
La trobada de Macke amb Robert Delaunay a París el 1912 li va suposar una revelació. El cubisme cromàtic de Delaunay, anomenat orfisme per Guillaume Apollinaire, influí definitivament en l'art de Macke a partir d'aquell moment. Els seus Aparadors de botigues poden ser considerats com una interpretació personal de les Finestres de Delaunay, combinades amb les imatges futuristes que veié a Itàlia. L'ambient exòtic de Tunis, que Macke visità amb Paul Klee i Louis Moilliet el 1914, fou fonamental en l'aproximació a la llum de la seva etapa final, en la qual creà una sèrie de treballs que es consideren actualment obres mestres.
Macke va morir el setembre de 1914 en el front de la I Guerra mundial, quedant també la seva carrera interrompuda bruscament.

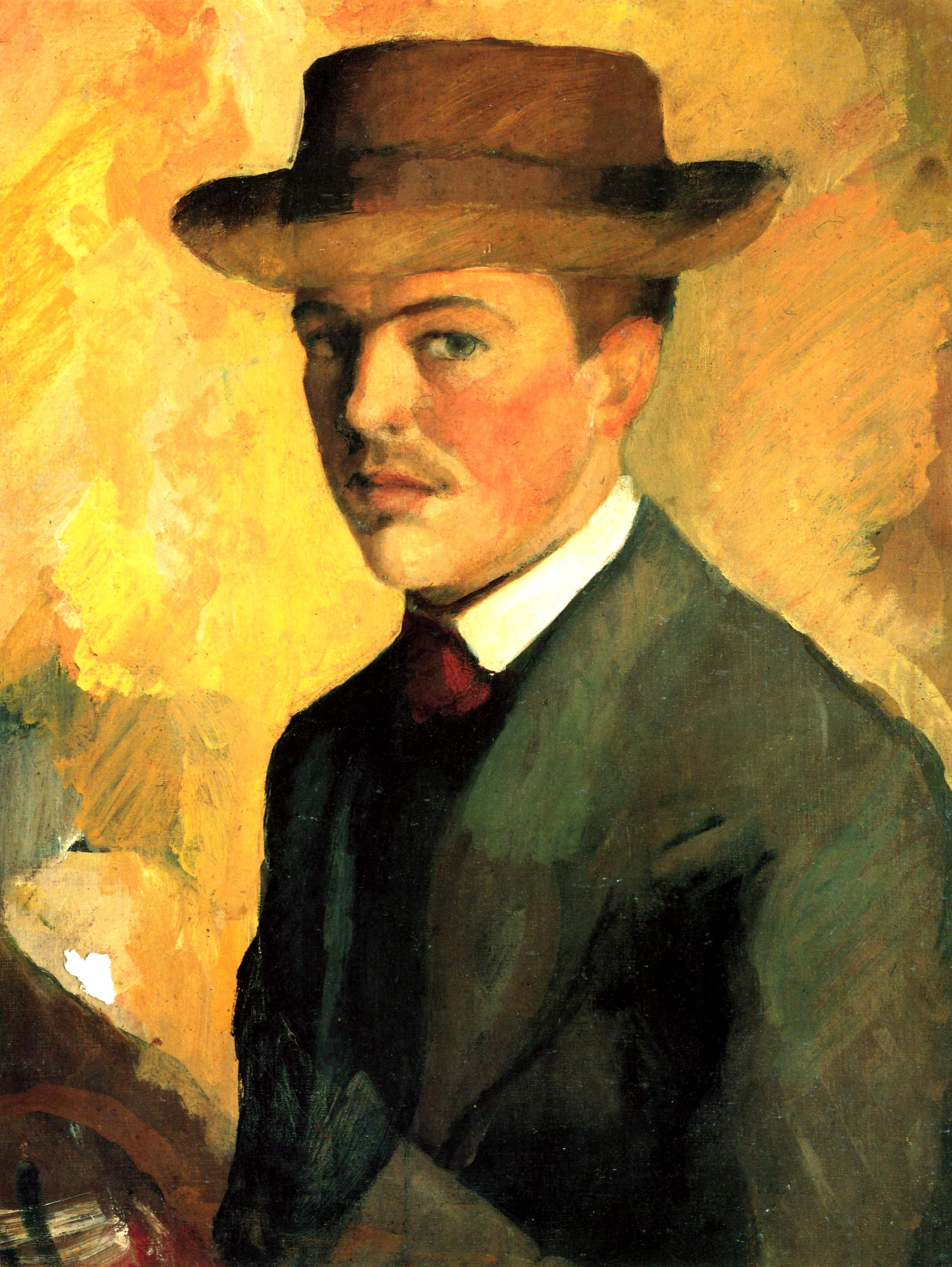
Autoretrat amb barret, 1909
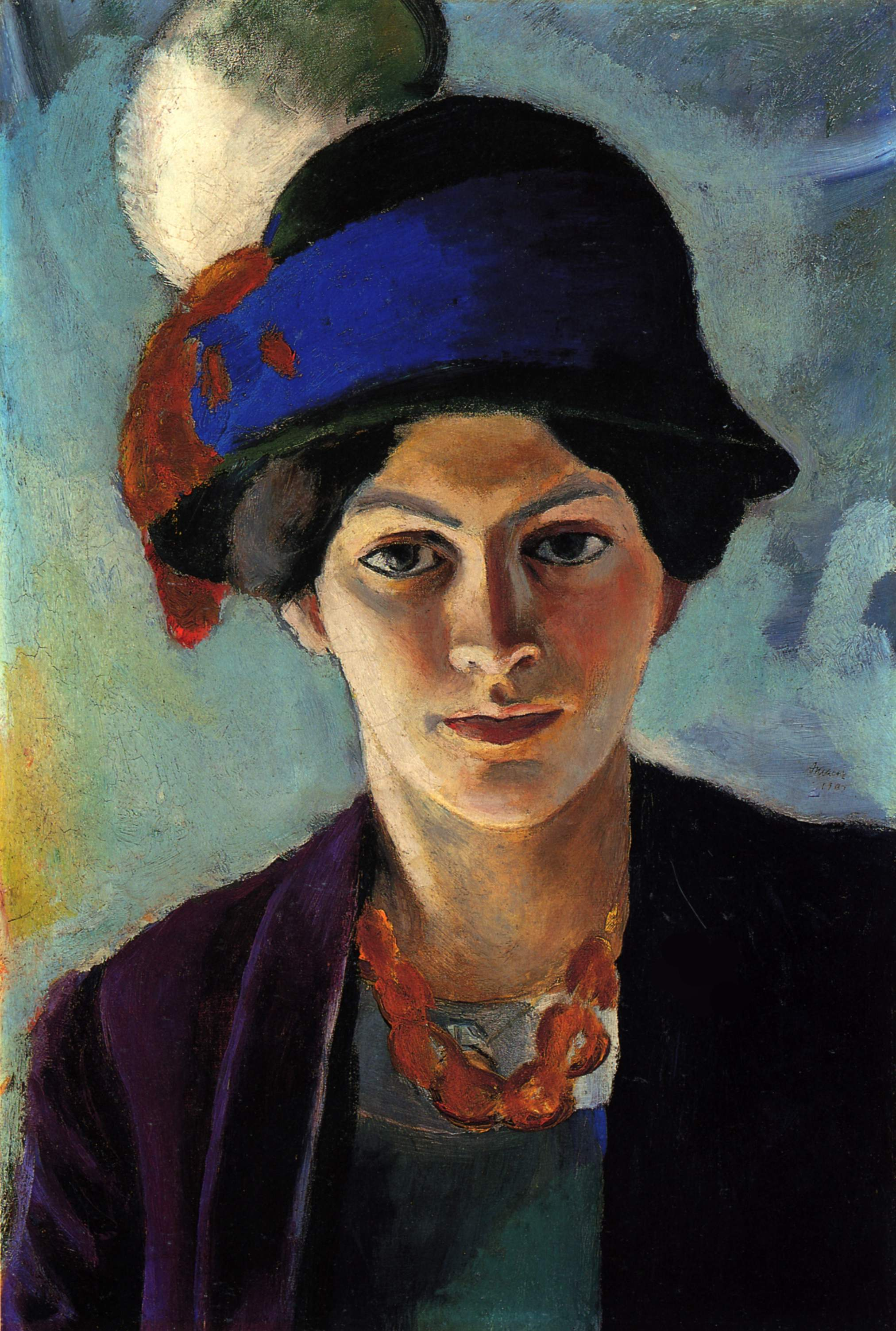
Retrat de la dona de l'artista amb barret, 1909
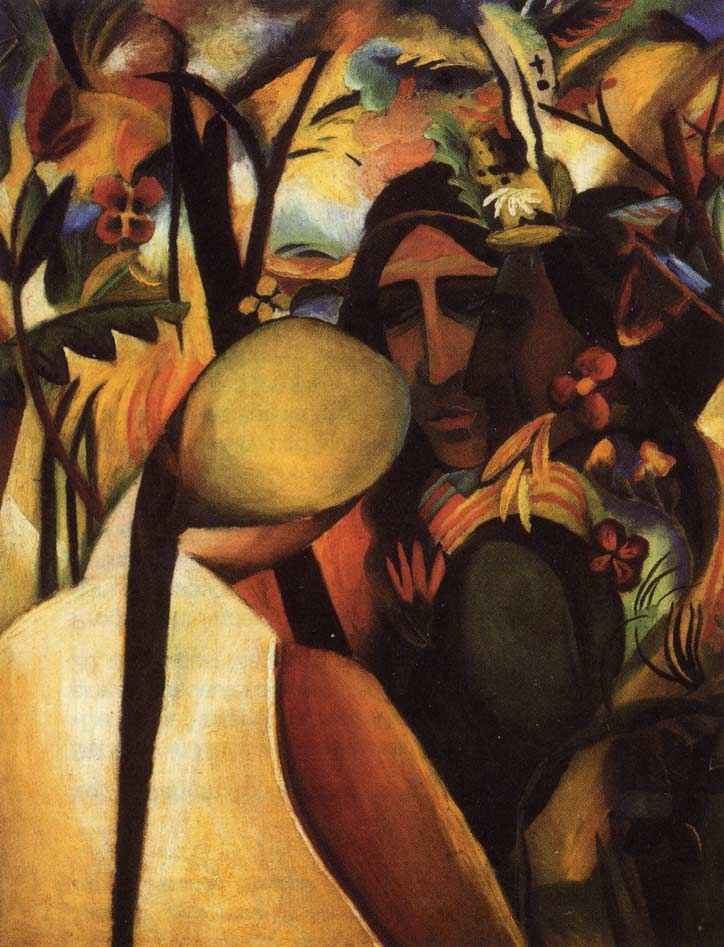
Indis, 1911
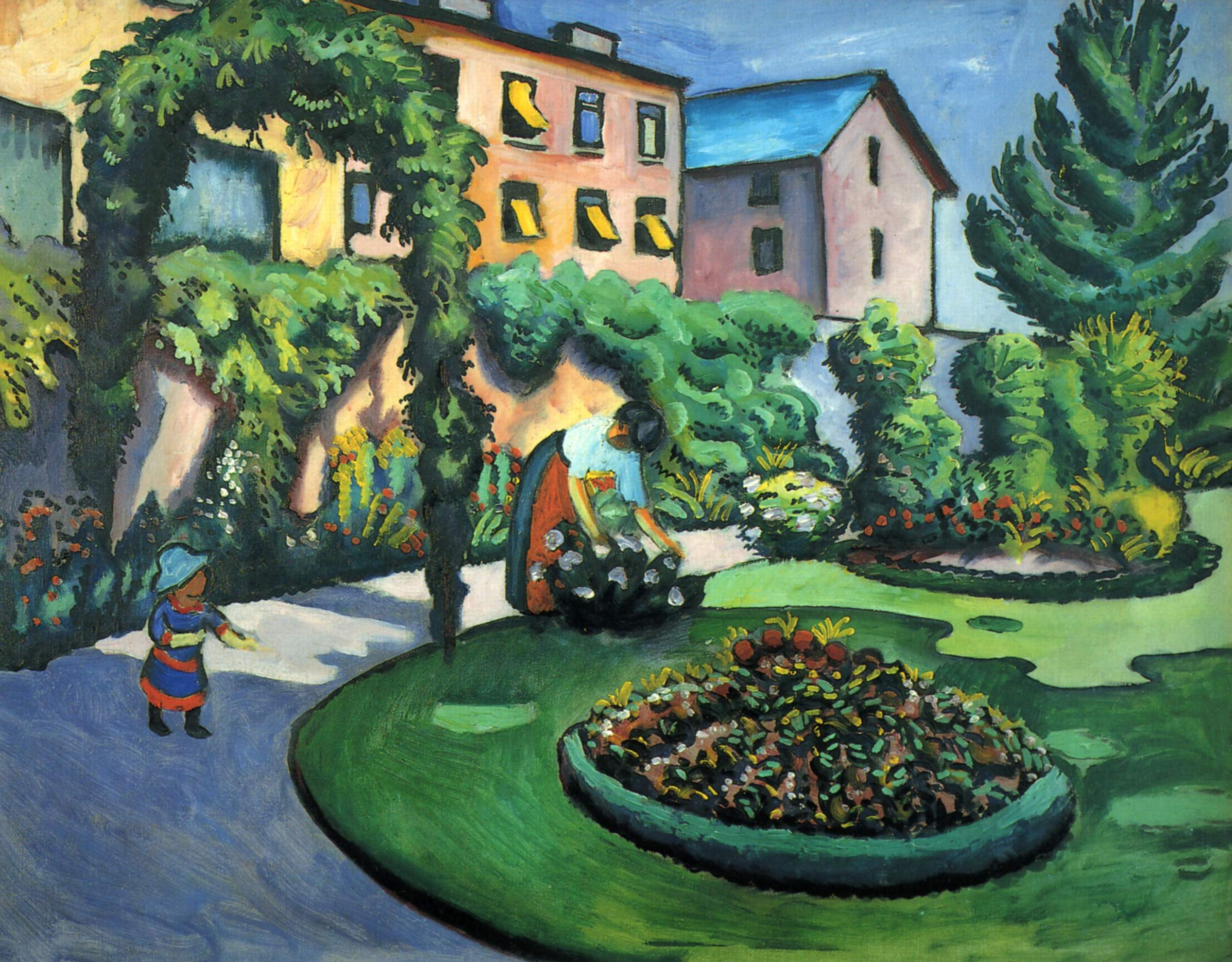
El nostre jardí amb Rabatte florits, 1911
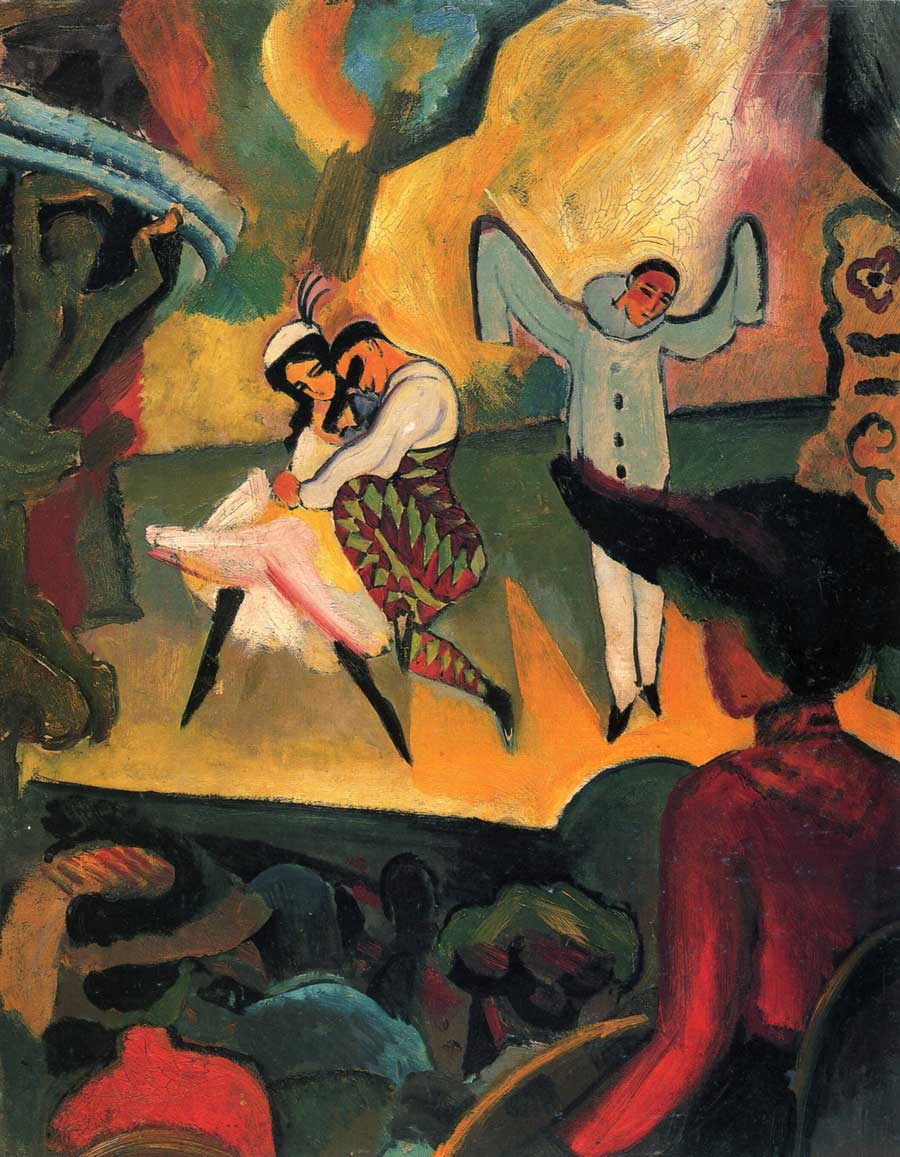
Ballet rus, 1912
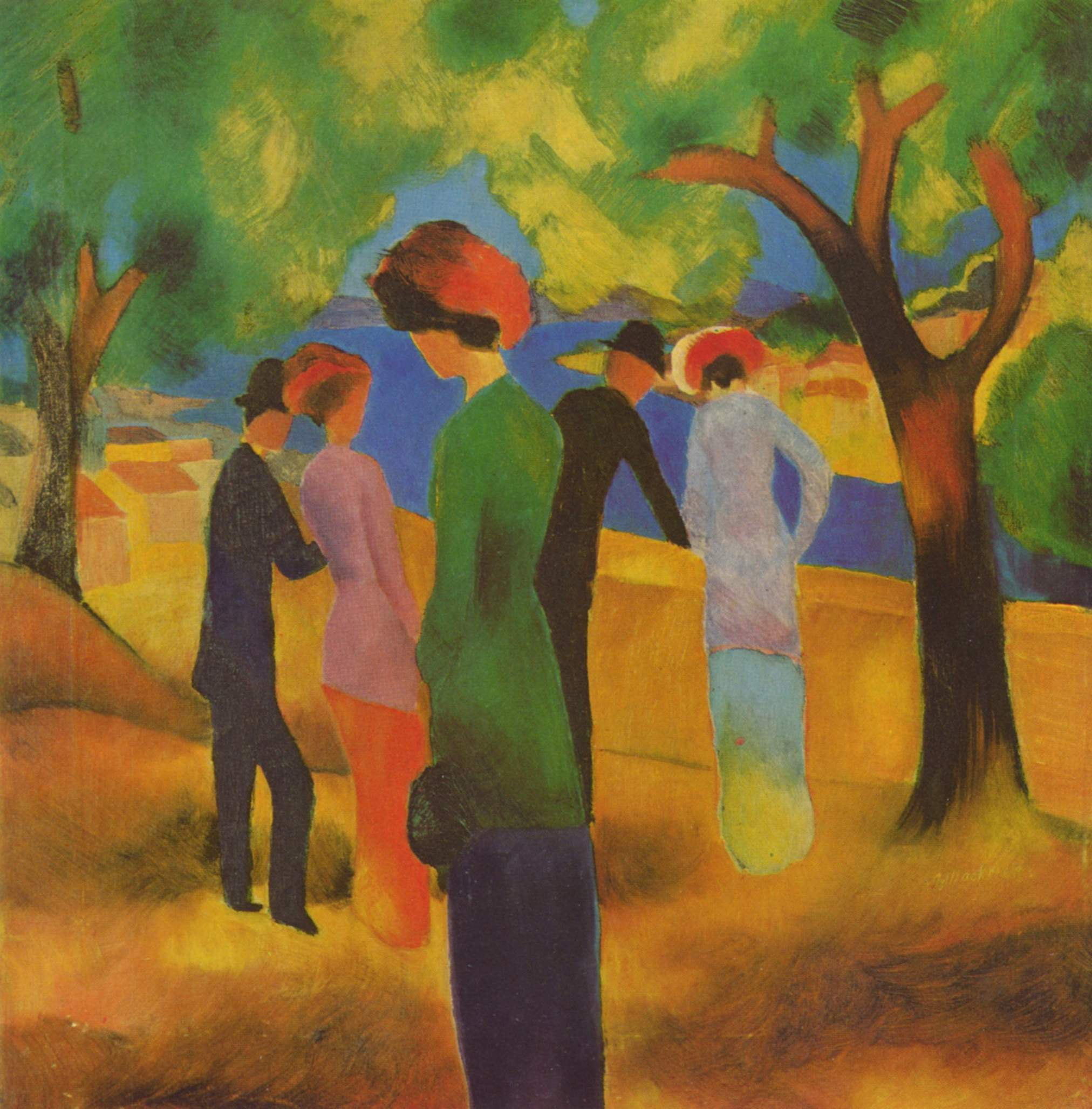
Dama amb jaqueta verda, 1913
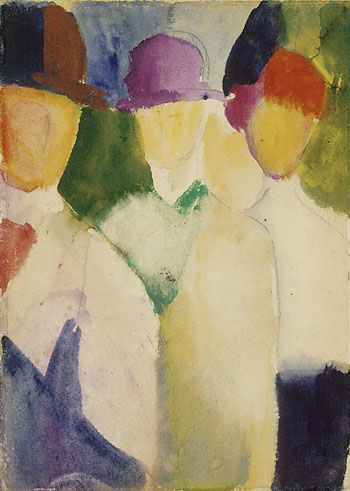
Dos homes amb dona, 1913
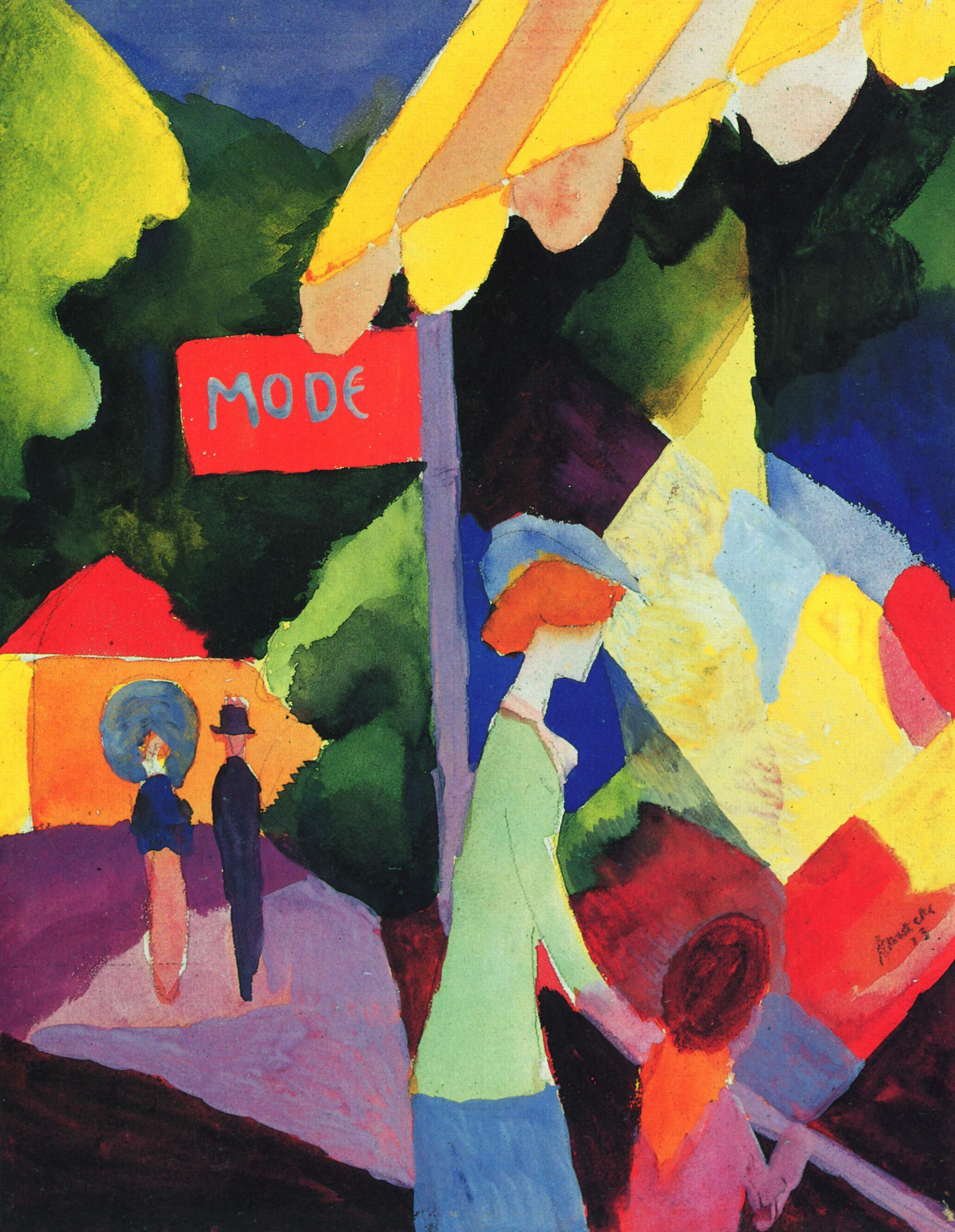
Aparador de moda, 1913